# Brigitte Huber
Brigitte Huber (* 1964 in Trostberg, Oberbayern) ist eine deutsche Journalistin und Sachbuchautorin. Sie ist Chefredakteurin der Zeitschriften Brigitte, Barbara, Guido und Gala.

## Leben
Huber legte das Abitur ab und wurde kurz darauf Mutter ihres ersten Sohnes. Sie studierte Neuere Deutsche Literatur, Anglistik und Kommunikationswissenschaften. Während ihres Studiums schrieb sie für das Trostberger Tagblatt.
Sie brach das Studium ab und absolvierte ab 1986 ihre journalistische Ausbildung an der Deutschen Journalistenschule. Nach dem Abschluss arbeitete sie vier Jahre lang bei der Münchner Abendzeitung. Anschließend schrieb sie für die Frauenzeitschrift Freundin und verfasste Ratgeberliteratur. 1998 wurde sie zur stellvertretenden Chefredakteurin der Freundin berufen. Diese Position hatte sie auch bei der Burda-Zeitschrift Wellfit inne.
Nach eineinhalbjähriger Tätigkeit als freie Journalistin wurde sie 2003 bei der Brigitte stellvertretende Chefredakteurin. Von 2009 bis September 2012 verantwortete Huber als Chefredakteurin zusammen mit Andreas Lebert sowohl die Printausgabe als auch die Onlinepräsenz. Auf Lebert folgte Stephan Schäfer als Mit-Chefredakteur, bis er im April 2013 in den Verlagsvorstand von Gruner + Jahr wechselte. Seitdem leitet sie alleine die Publikationen der Brigitte-Gruppe. Zusätzlich wurde sie 2015 Chefredakteurin der Zeitschrift Barbara, 2018 Chefredakteurin der Zeitschrift Guido und 2019 Chefredakteurin der Zeitschrift Gala.
Brigitte Huber war mit dem Journalisten Peter Lewandowski verheiratet.
Sie ist Mutter zweier Söhne, die sie über viele Jahre alleine erzog, und befürwortet die Frauenquote.

## Veröffentlichungen
- Der Mann, der zu mir passt. Falken, Niedernhausen 1993 ISBN 978-3-8068-1394-4.
- Mobbing. Psychoterror am Arbeitsplatz. Falken, Niedernhausen 1994 ISBN 978-3-8068-1434-7.
- Das Karriere-Buch: die typischen Frauenfallen vermeiden, selbstbewusst auftreten, den eigenen Weg finden. Südwest, München 1995 ISBN 978-3-517-01721-1.
- Mit Anja Borstelmann: Frauen gehen vor Gericht: Ängste verlieren und Rechte gewinnen. Fischer, Frankfurt 1997 ISBN 978-3-596-13465-6.